# 芬肯
芬肯（德語：Fincken）是德国梅克伦堡-前波美拉尼亚州的市镇，隶属于梅克伦堡湖区县。总面积为34.95平方千米，截至2023年12月31日总人口为499人。